# Mined-Out
Mined-Out (également connu sous le nom de Minesweeper dans certains pays) est un jeu vidéo sorti pour le ZX Spectrum en 1983 par Quicksilva . Bien que Mined-Out n’ait pas été le premier jeu dans le style de Minesweeper, il a été le premier à être publié sur un ordinateur personnel et à afficher le nombre de mines adjacentes au joueur.

## Gameplay
Le joueur doit traverser un champ de mines avec succès en utilisant la logique.

## Développement
Le jeu a été développé par Ian Andrew, l'un des premiers utilisateurs du ZX81 et du Spectrum. Il a appris à programmer en BASIC pendant son temps libre et a envoyé une copie de Mined-Out à Quicksilva après avoir publié une annonce demandant la publication de programmes.
Le jeu a ensuite été porté sur d’autres ordinateurs, dont le Dragon 32, BBC Micro et Acorn Electron, tandis qu’Andrew a fondé sa propre entreprise, Incentive Software.

## Accueil
Il a reçu un accueil positif, Home Computing Weekly le décrivant comme « un excellent plaisir à jouer ». 